# Комбая (народ)

Комбая на этно-лингвистической карте Индонезии.

Комбая — папуасское племя, обитающее в Меланезии. Распространено в Папуа — Новой Гвинее и в индонезийской провинции Папуа (ранее Ириан-Джая). Численность оценивается примерно от 5650 до 5900 человек.

## Расселение
Народ комбая живет в центральной части острова Новая Гвинея на границе Индонезии и Папуа — Новой Гвинеи. Район распространения народа комбая граничит с племенем короваи, которые также живут в древесных домах на большой высоте и имеют сходные культурные традиции, но говорят на другом языке.

## Быт

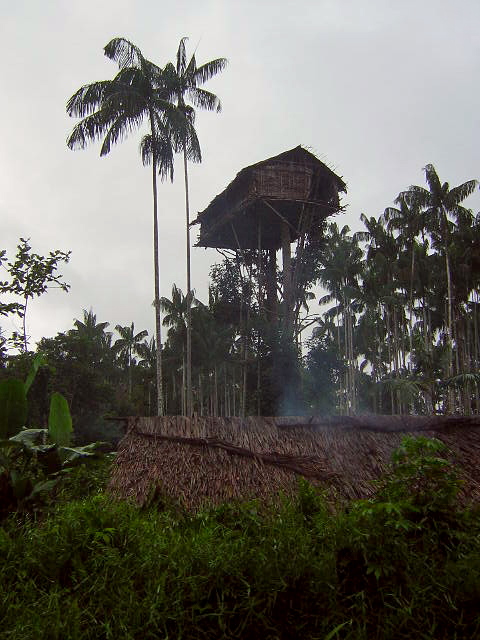
Традиционное жилище народа комбая

Основными занятиями народа комбая является охота и собирательство. Мясо получают путем охоты на диких свиней и других лесных животных. Рыба, личинки жуков и растения также являются частью основной пищи, а также саго. Рыбалка осуществляется с помощью небольшой плотины. Ядовитые корни размещаются в воде выше по течению, что заставляет рыбу всплывать на поверхность воды и плыть по течению к плотине. После этого рыбу просто собирают. Пищу готовят помещая камни, нагретые над огнем, на куски мяса, завернутые в листья, пока мясо не будет приготовлено. Известно, что комбай практикует каннибализм как часть своей культуры и верований. Поскольку пища в лесу обильна, запасы не делаются.
Комбай живут в основном в кланах. Каждый клан живет в большом деревенском доме, хотя большинство мероприятий происходит на природе. Комбаи известны за пределами Новой Гвинеи своими традиционными деревянными домами, которые часто строятся на высоте более 20 метров. Традиция строительства дома на деревьях обусловлена более легкой защитой во время войны или похищения людей. Вместо денег у комбая используются в основном дикие свиньи. Перед свадьбой мужчина должен купить свою жену за ожерелья из зубов собак. Согласно традиции Комбая, каждый незнакомец и приглашенный гость, приближающийся к деревне, останавливаются. Он должен доказать, что у него нет плохих намерений, прежде чем им будет разрешено войти в деревню.
В кланах Колбая иногда проводятся праздники, на которые они приглашают членов других кланов. Еда на празднествах состоит из саго и личинок, живущих в саго, которые считаются у комбая деликатесами.

## Религия
Комбая продолжают исповедовать свои традиционные верования. В религии комбая большая роль отведена жертвоприношениям. В жертву приносят священных животных комбая — свиней. Жертвоприношение начинается со связывая ног животного. После этого жертва доводится до реки и убивается стрелами в воде. Во время жертвоприношения вызываются три элемента: огонь, вода и воздух. Затем животное расчленяется, а жир соскоблится и отдается в жертву богу Рефафу. Женщинам не разрешают присутствовать на церемонии и смотреть на жертвоприношение, иначе жертва не будет засчитана. Кроме того запрещено купаться в реке в течение двух дней, так как Рефафу должен пить кровь свиньи. Комбай верят в злых духов которых они называют суанги. Суанги потребляют душу, кровь или внутренние органы своих жертв, а затем набивают тела листьями и травой. Жертва нападения суаги возвратившись домой становится необъяснимо больной. Если жертва может назвать имя суаги, который на него напал, жертву убивают и едят. Согласно убеждению комбая, это освобождает душу жертвы.